# Castelplanio
Castelplanio – miejscowość i gmina we Włoszech, w regionie Marche, w prowincji Ankona.
Według danych na styczeń 2010 gminę zamieszkiwały 3543 osoby przy gęstości zaludnienia 235,1 os./km².